# 552748 Garasdezso
552748 Garasdezso este o planetă minoră (asteroid) din centura de asteroizi. A fost descoperită pe 6 septembrie 2010 la Piszkéstetői Obszervatórium⁠(d) de . 
Obiectul prezintă o orbită caracterizată de o semiaxă mare de 2,5440414675165 UAi, o excentricitate de 0,14549968987554, o înclinație de 14,023505208662 ° în raport cu ecliptica.